# Liste der Monuments historiques in Groslay
Die Liste der Monuments historiques in Groslay führt die Monuments historiques in der französischen Gemeinde Groslay auf.

## Liste der Bauwerke
| Bezeichnung      | Beschreibung                      | Standort | Kennzeichnung | Schutzstatus | Datum | Bild           |
| ---------------- | --------------------------------- | -------- | ------------- | ------------ | ----- | -------------- |
| Kirche St-Martin | Erbaut im 12. und 16. Jahrhundert | (Lage)   | PA00080079    | Classé       | 1929  | weitere Bilder |

## Liste der Objekte
| Bezeichnung                                        | Beschreibung                                | Standort                       | Kennzeichnung | Schutzstatus | Datum | Bild           |
| -------------------------------------------------- | ------------------------------------------- | ------------------------------ | ------------- | ------------ | ----- | -------------- |
| Ölgemälde Portement de croix ou Montée ou Calvaire | Anfang des 17. Jahrhunderts                 | in der Kirche St-Martin (Lage) | PM95001291    | Classé       | 2018  |                |
| Sieben Bleiglasfenster: Wurzel-Jesse-Fenster u. a. | 16. Jahrhundert                             | in der Kirche St-Martin (Lage) | PM95000310    | Classé       | 1897  | weitere Bilder |
| Gemälde Geburt Jesu                                | 17. Jahrhundert                             | in der Kirche St-Martin (Lage) | PM95000313    | Classé       | 1959  |                |
| Gemälde Heilige Clothilde                          | 19. Jahrhundert                             | in der Kirche St-Martin (Lage) | PM95000924    | Classé       | 1997  |                |
| Skulptur Christus                                  | Nussbaum, erste Hälfte des 18. Jahrhunderts | in der Kirche St-Martin (Lage) | PM95001289    | Inscrit      | 2011  |                |
| Glocke                                             | Bronze, 1769                                | in der Kirche St-Martin (Lage) | PM95000311    | Classé       | 1944  |                |
| Glocke                                             | Bronze, 1783                                | in der Kirche St-Martin (Lage) | PM95000312    | IClassé      | 1944  |                |
| Skulptur Madonna mit Kind                          | Eichenholz, um 1700                         | in der Kirche St-Martin (Lage) | PM95001288    | Inscrit      | 2011  |                |
| Gemälde Christus am Kreuz                          | Anfang des 17. Jahrhunderts                 | in der Kirche St-Martin (Lage) | PM95001290    | Inscrit      | 2011  |                |